# Tonto's Expanding Head Band
Tonto's Expanding Head Band (ook wel T.O.N.T.O.'s Expanding Head Band genoemd) was een Britse elektronische-muziekgroep. De twee leden, Malcolm Cecil en Robert Margouleff, werkten in de jaren zeventig samen met onder anderen Stevie Wonder (op de albums Music of My Mind, Talking Book, Innervisions en Fulfillingness' First Finale) en The Isley Brothers (op de albums 3+3, Live It Up en The Heat Is On). Zelf namen ze de albums Zero Time (1971) en It's About Time (1974) op. Ze speelden tevens op het Randy Newman-album Good Old Boys (1974).
De naam 'Tonto' als eerste deel van de groepsnaam is een acroniem voor de grote meervoudig samengestelde synthesizer die ze gebruikten: The Original and New Timbral Orchestra. Aan de basis van deze synthesizercombinatie lagen 2 analoge Moog III synthesizers aangevuld met 2 ARP 2600 synthesizers, 4 Oberheim-SEM's, meerdere Yamaha-, Roland-, en EMS-synthesizers en enkele door Serge Tcherepin en Cecil zelf ontworpen synth-modules. Alle instrumenten werden geïnstalleerd in een studio die de vorm had van een halfronde capsule ingedeeld in meerdere door houten wanden omlijste compartimenten. Tot vandaag is de TONTO nog steeds de grootste analoge, multitimbrale, polyfonische synthesizer.

## Discografie
- Zero Time (1971)
- It's About Time (1974)